# جورج فارمر (لاعب كرة قدم)
جورج فارمر (بالإنجليزية: George Farmer)‏ (1 يناير 1862 بستوك أون ترينت في المملكة المتحدة - ) هو لاعب كرة قدم بريطاني (وحمل سابقاً جنسية المملكة المتحدة لبريطانيا العظمى وأيرلندا) في مركز الوسط. لعب مع ستوك سيتي.